# Артиполи, Иван
Иван Артиполи (итал. Ivan Artipoli; род. 24 марта 1986, Пескара, Абруцци) — итальянский футболист, центральный защитник. Принадлежит клубу «Лацио».

## Карьера
Иван Артиполи начал карьеру в клубе «Пескара», в основном составе которого он дебютировал в возрасте 18 лет. В 2004 году Артиполи перешёл в «Сампдорию», где выступал за молодёжный состав. Летом 2005 года Иван перешёл в клуб серии С2 «Прато». В первом сезоне Артиполи не провёл за команду ни одной игры, из-за травмы, полученной в предсезонной подготовке. В сезоне 2006/07 Артиполи стал игроком основного состава команды, проведя 21 матч.
31 августа 2007 года Артиполи, проведший ещё одну игру за «Прато», был куплен клубом «Лацио», приобретшим 50 % прав на футболиста. Он дебютировал в составе команды в матче Кубка Италии с «Фиорентиной». В том же сезоне он сыграл свой первый матч в серии А с «Дженоа». 18 июня 2008 года Артиполи был арендован «Моденой», за которую провёл 10 игр. Футболист вернулся в клуб, и 25 января 2010 года на остаток сезона был передан в аренду в клуб «Фоджа». В июне 2010 года «Сампдория» отказалась от своей половины прав на Артиполи. В сезонах серии А 2010/11 и 2011/12 Артиполи не сыграл ни одного матча.

## Достижения
- Обладатель Суперкубка Италии: 2009